# Jollydora glandulosa
Jollydora glandulosa är en tvåhjärtbladig växtart som beskrevs av Schellenb.. Jollydora glandulosa ingår i släktet Jollydora och familjen Connaraceae. Inga underarter finns listade i Catalogue of Life.